# Contele de Chanteleine
Contele de Chanteleine (franceză: Le Comte de Chanteleine) este un roman istoric de Jules Verne publicată în 1864 în revista Musée des familles. Autorul a vrut să îl reediteze în 1879, dar a fost refuzat de Hetzel.

## Intriga
Contele Humbert de Chanteleine, monarhist breton, luptă în Războiul din Vendée alături de servitorul său, Kernan, împotriva trupelor revoluționare ale iacobinilor. În timpul luptelor, el află că necredinciosul său servitor de odinioară, Karval (care îi furase din bunurile deținute), a devenit adept înfocat al Revoluției.
În absența contelui, Karval îi atacă prin surprindere castelul, înecându-l într-o baie de sânge. Împreună cu țăranii din castel, el vrea să îi execute pe contesă și pe fiica ei, Marie. Cavalerul Henri de Trégolan face o incursiune în castel pentru a-și salva sora, dar ajunge prea târziu; tot ce reușește este să o salveze pe Marie din mâinile iacobinilor.
Alături de Kernan și Henri, Marie se refugiază într-un sat de pescari. Contele catolic acceptă să se își asume rolul de preot, acordându-le sprijin moral oamenilor. Însă trădătorul Karval nu le dă pace. El sosește pe neașteptate în momentul cununiei dintre Marie și Henri, luându-i prizonieri. Credinciosul Kernan se luptă cu Karval și, în cele din urmă, reușește să îl omoare.
Odată cu sfârșitul conducerii iacobinilor, contele de Chanteleine scapă de ghilotină.

## Realitatea istorică
Aceasta este singura operă verniană a cărei acțiune se desfășoară în regiunea natală a autorului. Evenimentele au loc între Nantes și Douarnenez între 14 martie 1793 și 27 iulie 1794. Autorul își arată simpatia pentru insurgenții regaliști și amplifică reacțiile ostile împotriva represiunii republicane. 
Cartea pare să fie inspirată după un personaj real, Pierre-Suzanne Lucas de La Championnière, unul dintre locotenenții care a participat la acel război. Se știe că Jules Verne i-a întâlnit pe copiii lui Lucas-Championnière la unchiul său, Prudent, în Brains (în apropiere de Nantes) și că a citit manuscrisul memoriilor acestuia (Mémoires sur la guerre de Vendée) cu mult timp înaintea publicării acestora, în 1904.

## Teme abordate în cadrul romanului
- Vendeta din timpul Revoluției franceze și ororile războiului civil
- Rolul aristocrației, angajamentul țăranilor și represiunea republicană
- Destinul dramatic al preoților

## Lista personajelor
- Contele Humbert de Chanteleine
- Contesa de Chanteleine
- Marie de Chanteleine
- Abatele Fermont, preot în Chanteleine
- Guermeur și Julien
- Karval
- Kernan
- Locmaillé
- Mutius Scévola
- Henri de Trégolan
- Yvenat

## Traduceri în limba română
Romanul nu a fost tradus în limba română.